# Poczthalteria w Słupsku
Poczthalteria w Słupsku – służyła do obsługi koni i wozów pocztowych, czasem obsługiwała również podróżnych.

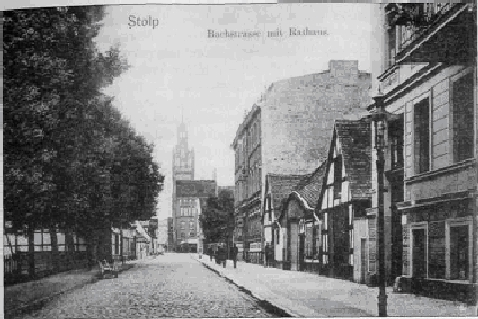
Widok poczthalterii od strony ulicy, widokówka z ok. 1920 r.

 Na Pomorzu poczthalterie powstawały już od połowy XVIII w. W Słupsku poczthalteria powstała po zachodniej stronie lokacyjnego miasta, naprzeciw Nowej Bramy, kilkaset metrów od traktu ze Szczecina. Główną część stanowił szerokofrontowy budynek, postawiony przy ulicy od wschodniej strony. W środkowej części posiadał bramę przejazdową. Pozostałe zabudowania to: dwa parterowe skrzydła - od północy i południa, podwórze zamykał od zachodu dom mieszkalny i przyległa stodoła. W takim stanie obiekt ten znajdował się jeszcze w 1976 roku, chociaż od momentu powstania wiele razy był przebudowywany. Obecnie pozostały fundamenty zakopane w ziemi, plany konstrukcyjne budynków, obrazy i zdjęcia obiektów, widok zajazdu na starych kartach pocztowych.
W publikacji o zabytkach w Słupsku jest zapisane: [...] Powstanie pierwszej stacji pocztowej w Słupsku można z dużym prawdopodobieństwem łączyć z uruchomieniem w poł. XVII w. stałej poczty kurierskiej na Pomorzu. Jedną ze stacji na trasie Szczecin – Gdańsk był Słupsk, gdzie urząd pocztowy założony został już w 1654 r. Mieścił się on w ratuszu do połowy XVIII w., kiedy to przeniesiono go na ulicę Środkową (obecnie nieistniejącą) do kamienicy Fassmanów i funkcjonował tam do 1814 r. [...]